# 関東大学サッカー連盟
関東大学サッカー連盟（かんとうだいがくサッカーれんめい）は、関東地区の1都7県に所在する大学サッカー部の中で、上位のチームの大学サッカー部で構成された競技運営団体のことである。全日本大学サッカー連盟に所属する関東地区連盟に当たる。

## 概要
- 各部12校構成の1部2部リーグ戦（関東大学サッカーリーグ戦、以下関東リーグと称する）をそれぞれ主催している。
- リーグの順位成績は、春季に行う前期リーグ戦と秋季に行う後期リーグ戦の通算（勝ち点合計）で決定される。
- 1部・2部（各部12校）の構成を採り、さらに2部の下に関東地区1都7県が対象の都県リーグを構成する東京都大学サッカー連盟（東京と山梨が対象）、千葉県大学サッカー連盟、神奈川県大学サッカー連盟、埼玉県大学サッカー連盟、北関東大学サッカー連盟（群馬・栃木・茨城が対象）による地域リーグを置く。年間シーズン終了後には、関東リーグ1部2部間と、関東リーグ2部と都県リーグ間で、それぞれの下位2校と上位2ずつを自動的に入れ替える。都県リーグ側の昇格校は、各都県リーグの代表による参入戦（関東大学サッカー大会）を行って決める。尚、関東大学リーグ2部からの降格校は、元々本来所属していた都県リーグに降格になる（←都県リーグ側にとっては1対1の入れ替えになるとは限らず、昇格校送り出しのみの場合もあれば、降格校受け入れのみの場合もある）。

## リーグ構成と入れ替え方法の変遷
- 2000年度 - この年までの入れ替え戦は、1部と2部の間で2校ずつ（1部8位と2部1位、1部7位と2部2位）、2部と都県リーグの間でも同様に2校ずつ（2部8位と都県代表戦1位、2部7位と都県代表戦2位）でそれぞれ入れ替え戦を行う。但し、8位（最下位）チームが絡む試合では90分で決着がつかない場合は再試合。再試合でも決着がつかない場合は残留。7位チームが絡む試合では、90分で決着がつかない場合はその時点で双方残留。
- 2001年度 - 入れ替え戦の方法を変更。1部8位（最下位）と2部1位は自動入れ替え。2部8位（最下位）と都県代表戦1位校が自動入れ替え、2部7位と都県代表戦2位校が入れ替え戦（90分で決着がつかない場合、Vゴール方式の延長戦を行い、それでも決着がつかない場合は残留）。
- 2004年度 - 次年度から1部2部ともに12校制に移行する為、この年の入れ替えは行なわず、2部上位4校を1部へ昇格、都県リーグから8校を2部リーグに昇格させた。都県リーグからの8校の選出は従来からの参入戦（詳細は関東大学サッカー大会を参照）を拡大して実施。
- 2005年度 - 1部・2部ともそれぞれ12チーム編成で実施（再編の昇格校決定は、前年度リーグ戦終了後に実施済み）。1部と2部、2部と都県リーグの間は、それぞれ2校ずつを自動入れ替えに（Jリーグと同一方式）。
- 2006年度 - 2部所属校の日本大学が、部員の不祥事により後期リーグ戦途中で残り試合の全てを辞退。以後の試合は全て不戦敗扱いで最終順位は2部9位になるも、連盟裁定により2部12位校扱い（他校は繰り上げ扱い）となり、都県リーグ（東京都リーグ）に降格処分となる。

## 主な主催大会
- JRE盃関東大学サッカーリーグ戦
- アミノバイタル杯関東大学サッカートーナメント大会
- 関東大学サッカー大会
- 関東大学サッカー連盟新人大会（新人戦）
  - 関東大学リーグ1部2部の計24校による、1,2年生のみの大会。1部2部各3校ずつの計6校構成の4グループで予選リーグを行ない、各グループ1位校4チームにより決勝トーナメントを行なう。

## 所属チーム
前季の結果に基づき構成が変わる。構成校や各部の構成については関東大学サッカーリーグ戦を参照。

## スポンサー
各企業が冠名の入った大会開催や、物品提供などにより連盟の活動を支援している。
- 東日本旅客鉄道
- ミカサ
- ジールキャリア
- ジェイネットTV